# Rio Ghipeş
O Rio Ghipeş é um rio da Romênia, afluente do Homorodul Mare, localizado no distrito de Harghita.